# Wayne Madsen
Pour les articles homonymes, voir Madsen.
Wayne Madsen (né le 25 avril 1954) est un journaliste et essayiste américain.

## Biographie
En tant que journaliste, il a publié des articles dans CorpWatch, CounterPunch, CovertAction Quarterly, In These Times, Multinational Monitor, The American Conservative, The Progressive et The Village Voice. Il a publié des éditoriaux dans Atlanta Journal-Constitution, The Columbus Dispatch,  Houston Chronicle, Philadelphia Inquirer, Miami Herald et le  Sacramento Bee,. 

## Publications
En anglais
- The Almost Classified Guide to CIA Front Companies, Proprietaries & Contractors, 2016, éditeur:lulu.com,  (ISBN 978-1365111969)
- ISIS IS US: The Shocking Truth: Behind the Army of Terror, 2016, Progressive Press,  (ISBN 978-1615771523)
- Unmasking ISIS: The Shocking Truth, avec Washington's blog, 2016, Progressive Press,  (ISBN 978-1615771646)
- Soros: Quantum of Chaos, lulu.com, 2015,  (ISBN 978-1329706712)
- The Manufacturing of a President (Lulu 2012)  (ISBN 9781300011385)
- Jaded Tasks – Brass Plates, Black Ops & Big Oil: The Blood Politics of Bush & Co. (TrineDay, 2006)  (ISBN 0-9752906-9-X)
- Madsen et John Stanton, America's Nightmare : The Presidency of George Bush II, Tempe, AZ, Dandelion Enterprises, 2003, 173 p. (ISBN 978-1-893302-29-7, OCLC 55941597), p. 173
- Forbidden Truth: U.S.-Taliban Secret Oil Diplomacy, Saudi Arabia and the Failed Search for bin Laden co-authored with Jean-Charles Brisard and Guillaume Dasquie (Nation Books, 2002)  (ISBN 1-56025-414-9)
- Genocide and Covert Operations in Africa 1993–1999 (African Studies) (Edwin Mellen Press, 1999)  (ISBN 0-7734-8002-1)
- Critical Infrastructure Protection and the Endangerment of Civil Liberties - An Assessment of the President's Commission on Critical Infrastructure Protection (PCCIP), Electronic Privacy Information Center, 1998,  (ISBN 978-1893044012)
- Handbook of Personal Data Protection (New York: Macmillan Publishers Ltd, 1992) (reference book on international data protection law)  (ISBN 1-56159-046-0)

En allemand
- Der Stern und das Schwert, Kopp Verlag.